# PDCD1LG2
PDCD1LG2 (англ. Programmed cell death 1 ligand 2; CD273) — мембранный белок суперсемейства иммуноглобулинов, продукт гена PDCD1LG2. Лиганд рецептора PDCD1. Играет роль в ко-стимулирующем сигнале, критическим для пролиферации T-лимфоцитов и для продукции ими PDCD1-зависимого интерферона-гамма. Взаимодействие белка с PDCD1 ингибирует пролиферацию T-лимфоцитов и синтез цитокинов.

## Структура
PDCD1LG2 состоит из 273 аминокислот, молекулярная масса 31 кДа. Белок имеет 5 участков гликозилирования и две дисульфидные связи. Внеклеточный фрагмент содержит два иммуноглобулино-подобных домена: V- и C2-типов. В результате альтернативного сплайсинга образуются 3 изоформы.

## Тканевая локализация
Высокий уровень экспрессии белка обнаружен в сердце, плаценте, лёгких и печени, низкий уровень экспрессии представлен также в селезёнке, лимфатических узлах и вилочковой железе.